# Telenomus texanus
Telenomus texanus är en stekelart som beskrevs av Charles Thomas Brues 1902. Telenomus texanus ingår i släktet Telenomus och familjen Scelionidae. Inga underarter finns listade i Catalogue of Life.